# Odenhausen (Lumda)
Odenhausen (auch Odenhausen (Lumda)) ist einer von sechs Ortsteilen der Gemeinde Rabenau im mittelhessischen Landkreis Gießen.

## Geografische Lage
Odenhausen wird von drei Bergen umgeben, dem Melmes, dem Lemberg und dem Hainberg. Nachbarorte sind Kesselbach, Geilshausen, Weitershain (Stadt Grünberg) und Rüddingshausen.
Das Dorf liegt in einem Tal, durch das zwei Gewässer fließen. Die Appenborn entspringt in dem zu Odenhausen gehörenden etwa 1,5 km entfernten gleichnamigen Hofgut. Das zweite, größere Gewässer ist die Lumda, die nahe dem Ort Atzenhain (Gemeinde Mücke) entspringt. Im Ortskern mündet die kleinere Appenborn in die Lumda.

## Ortsgeschichte

### Mittelalter
Die älteste Erwähnung des Orts erfolgte 1093: „... in pago, qui dicitur Wedereiba, iuxta Nordecga, quod iacet in Udenhusun“, als Mathilde von Arnsburg ihr Gut und eine Mühle in Odenhausen dem Kloster St. Alban in Mainz schenkte. Die Schenkung findet sich in einem Kopiar aus dem Jahre 1410.
1267 heißt es in einer Urkunde: „... bona nostra sita in Udinhusun“. (Unser Gut gelegen in Odenhausen.) Dabei handelt es sich um eine Schenkung des Ritters Walter von Nordeck und seiner Frau Lucardis, welche dem Deutschen Orden Marburg Güter zu Treis an der Lumda, Seilbach, eine Wüstung bei Ziegenhain, Antreff, eine Wüstung südwestlich von Geilshausen, Climbach und Odenhausen vermachten. Der Hof in Odenhausen wurde als Landsiedel an Pächter verliehen. Diese Zeitpachtverträge hatten oft die „Tendenz zur Erblichkeit“, d. h. die Pächterfamilie hatte den Hof viele Generationen lang in Pacht. Im ausgehenden 15. Jahrhundert wurden Lasten und Pflichten oft in Geldzahlungen umgewandelt, so z. B. in Odenhausen, wo Geflügelabgaben in Geldzahlungen verwandelt wurden. Im Zusammenhang mit dem Deutschen Orden wird 1358: „Emmeriche genant Fuez von Udenhusen an der Lumme“ erwähnt.
Bereits 1290 wurde der Ort als „Utenhusen“ urkundlich genannt. Schließlich heißt es 1519 in einem Kopiar aus dem Jahre 1590: „... zu Odenhausen“.
Der Ortsname wird in der Namensforschung von dem Rufnamen Odo/Udo abgeleitet.

### Neuzeit
Im Jahre 1577 wurde Odenhausen als Filial der Pfarrei Londorf genannt. Erst im Jahr 1924 wurde es selbst zur Pfarrei.
Die Statistisch-topographisch-historische Beschreibung des Großherzogthums Hessen berichtet 1830 über Odenhausen:

„Odenhausen (L. Bez. Grünberg) evangel. Filialdorf; liegt an der Lumda, 2 1⁄4 St. von Grünberg, und gehört der Freiherrl. Familie von Nordeck zur Rabenau, die 1822 einen Theil der Gerichtsbarkeit an den Staat abgetreten. hat Der Ort hat 58 Häuser und 382 Einwohner, die außer 8 Mennoniten und 4 Juden evangelisch sind, und unter welchen sich 28 Bauern, und 12 Handwerker befinden. Die Spinnerei und Leineweberei wird stark betrieben. In den achtziger Jahren führte der Gutsbesitzer, Freiherr Friedrich zur Rabenau, das Spinnen von Leinengarn unter dem männlichen Geschlechte im Winter dadurch ein, daß er es einige arme Knaben erlernen, und ihnen öffentlich in der Kirche durch den Geistlichen, Prämien ertheilen ließ, welches eine so allgemeine Nacheiferung erweckte, daß von dieser Zeit an, das Spinnen bei der männlichen Jugend im Winter allgemein wurde und sich in der Umgegend ausdehnte. Odenhausen hat eine Kirche 1, Schulhaus, 1 von Rabenauischen Hof und 1 Mahlmühle. – Der Ort kommt bereits 1093 vor; zu welcher Zeit Mathilde von Arnsburg, Tochter des Grafen Eberhards von Bilstein, dem St Albanskloster in Mainz ihr Gut zu Odenhausen zum Seelenheil ihres Vatersbruderssohns Christian schenkte, und im 15. Jahrhundert gehörte der Ort zur Londorfer Mark. In Urkunden findet man ihn unter dem Namen Udenhusen juxta Nordecga.“

Die bis dahin selbständige Gemeinde Odenhausen wurde zum 31. Dezember 1971 im Zuge der Gebietsreform in Hessen auf freiwilliger Basis in die Gemeinde Rabenau eingemeindet. Für den Ortsteil Odenhausen wurde ein Ortsbezirk eingerichtet.
Im Jahr 1993 wurde das 900-jährige Jubiläum des Ortes gefeiert, an dem sich alle Ortsvereine beteiligten. Das Hochwasserrückhaltebecken für 160.000 m³ Wasser zwischen Odenhausen und Geilshausen, das die Gefahr des Hochwassers durch die Lumda minimieren soll, wurde am 4. Dezember 2006 fertiggestellt. Es wurde am Himmelfahrtstag 2007 mit einem großen „Deichfest“ eingeweiht. Am 18. und 19. Januar 2007 schützte das Becken vor Hochwasser, nachdem große Regenfälle und der Orkan Kyrill den Wasserstand über den Überlauf hinaus anschwellen ließen.

### Verwaltungsgeschichte im Überblick
Die folgende Liste zeigt die Staaten und Verwaltungseinheiten, denen Odenhausen angehört(e):
- vor 1567 Heiliges Römisches Reich, Landgrafschaft Hessen, Patrimonialgericht Londorf
- ab 1567: Heiliges Römisches Reich, Landgrafschaft Hessen-Marburg, Amt Allendorf/Lumda, Gericht Londorf der Freiherren Nordeck zur Rabenau[17]
- 1604–1648: Heiliges Römisches Reich, strittig zwischen Landgrafschaft Hessen-Darmstadt und Landgrafschaft Hessen-Kassel (Hessenkrieg)
- ab 1604: Heiliges Römisches Reich, Landgrafschaft Hessen-Darmstadt, Oberfürstentum Hessen, Amt Allendorf/Lumda, Gericht Londorf
- ab 1806: Großherzogtum Hessen,[Anm. 2] Fürstentum Oberhessen, Amt Allendorf/Lumda, Gericht Londorf[18][19]
- ab 1815: Großherzogtum Hessen, Provinz Oberhessen, Amt Allendorf/Lumda, Gericht Londorf[20]
- ab 1821: Großherzogtum Hessen, Provinz Oberhessen, Landratsbezirk Grünberg[Anm. 3]
- ab 1821: Großherzogtum Hessen, Provinz Oberhessen, Landratsbezirk Grünberg
- ab 1832: Großherzogtum Hessen, Provinz Oberhessen, Kreis Grünberg
- ab 1848: Großherzogtum Hessen, Regierungsbezirk Gießen
- ab 1852: Großherzogtum Hessen, Provinz Oberhessen, Kreis Grünberg
- ab 1867: Norddeutscher Bund,[Anm. 4] Großherzogtum Hessen, Provinz Oberhessen, Kreis Grünberg
- ab 1871: Deutsches Reich, Großherzogtum Hessen, Provinz Oberhessen, Kreis Grünberg
- ab 1874: Deutsches Reich, Großherzogtum Hessen, Provinz Oberhessen, Kreis Gießen
- ab 1918: Deutsches Reich (Weimarer Republik), Volksstaat Hessen, Provinz Oberhessen, Kreis Gießen
- ab 1938: Deutsches Reich, Volksstaat Hessen, Landkreis Gießen[21][Anm. 5]
- ab 1945: Amerikanische Besatzungszone,[Anm. 6] Groß-Hessen, Regierungsbezirk Darmstadt, Landkreis Gießen
- ab 1946: Amerikanische Besatzungszone, Land Hessen, Regierungsbezirk Darmstadt, Landkreis Gießen
- ab 1949: Bundesrepublik Deutschland, Land Hessen, Regierungsbezirk Darmstadt, Landkreis Gießen
- ab 1972: Bundesrepublik Deutschland, Land Hessen, Regierungsbezirk Darmstadt, Landkreis Gießen, Gemeinde Rabenau[Anm. 7]
- ab 1977: Bundesrepublik Deutschland, Land Hessen, Regierungsbezirk Darmstadt, Lahn-Dill-Kreis, Gemeinde Rabenau
- ab 1979: Bundesrepublik Deutschland, Land Hessen, Regierungsbezirk Darmstadt, Landkreis Gießen, Gemeinde Rabenau
- ab 1981: Bundesrepublik Deutschland, Land Hessen, Regierungsbezirk Gießen, Landkreis Gießen, Gemeinde Rabenau

### Gerichte seit 1803
In der Landgrafschaft Hessen-Darmstadt wurde mit Ausführungsverordnung vom 9. Dezember 1803 das Gerichtswesen neu organisiert. Für das Fürstentum Oberhessen (ab 1815 Provinz Oberhessen) wurde das „Hofgericht Gießen“ eingerichtet. Es war für normale bürgerliche Streitsachen Gericht der zweiten Instanz, für standesherrliche Familienrechtssachen und Kriminalfälle die erste Instanz. Übergeordnet war das Oberappellationsgericht Darmstadt. Die Rechtsprechung der ersten Instanz wurde in Odenhausen vom „Patrimonialgericht der Freiherren Nordeck zur Rabenau“ in Londorf wahrgenommen. Nach der Gründung des Großherzogtums Hessen 1806 gingen die Aufgaben der ersten Instanz 1821 im Rahmen der Trennung von Rechtsprechung und Verwaltung auf die neu geschaffenen Land- bzw. Stadtgerichte über. 1822 traten die Freiherren Nordeck zur Rabenau ihre Rechte am Patrimonialgericht Londorf an das Großherzogtum Hessen ab. „Landgericht Grünberg“ war daher von 1822 bis 1879 die Bezeichnung für das erstinstanzliche Gericht, das für Odenhausen zuständig war.
Anlässlich der Einführung des Gerichtsverfassungsgesetzes mit Wirkung vom 1. Oktober 1879, infolge derer die bisherigen großherzoglichen Landgerichte durch Amtsgerichte an gleicher Stelle ersetzt wurden, während die neu geschaffenen Landgerichte nun als Obergerichte fungierten, kam es zur Umbenennung in „Amtsgericht Grünberg“ und Zuteilung zum Bezirk des Landgerichts Gießen.
Am 1. Juli 1968 erfolgte die Auflösung des Amtsgerichts Grünberg, Odenhausen wurde dem Amtsgericht Gießen zugelegt. Vom 1. Januar 1977 bis zum 31. Juli 1979 trug das Gericht den Namen „Amtsgericht Lahn-Gießen“, wurde dann mit der Auflösung der Stadt Lahn wieder in „Amtsgericht Gießen“ umbenannt.

## Bevölkerung

### Einwohnerstruktur 2011
Nach den Erhebungen des Zensus 2011 lebten am Stichtag dem 9. Mai 2011 in Odenhausen 471 Einwohner. Darunter waren 18 (3,8 %) Ausländer. Nach dem Lebensalter waren 66 Einwohner unter 18 Jahren, 171 zwischen 18 und 49, 117 zwischen 50 und 64 und 117 Einwohner waren älter. Die Einwohner lebten in 210 Haushalten. Davon waren 51 Singlehaushalte, 81 Paare ohne Kinder und 51 Paare mit Kindern, sowie 24 Alleinerziehende und 6 Wohngemeinschaften. In 51 Haushalten lebten ausschließlich Senioren und in 129 Haushaltungen lebten keine Senioren.

### Einwohnerentwicklung
| • 1577: | 31 Hausgesesse                                                               |
| • 1669: | 60 Seelen                                                                    |
| • 1742: | 3 Geistliche/Beamte, 30 Untertanen, 4 Junge Mannschaften, 11 Beisassen/Juden |
| • 1800: | 274 Einwohner                                                                |
| • 1806: | 311 Einwohner, 52 Häuser                                                     |
| • 1829: | 382 Einwohner, 58 Häuser                                                     |
| • 1867: | 291 Einwohner, 60 Häuser                                                     |

| Odenhausen: Einwohnerzahlen von 1800 bis 2020 | Odenhausen: Einwohnerzahlen von 1800 bis 2020 | Odenhausen: Einwohnerzahlen von 1800 bis 2020 | Odenhausen: Einwohnerzahlen von 1800 bis 2020 | Odenhausen: Einwohnerzahlen von 1800 bis 2020 |
| --- | --------------------------------------------- | --------------------------------------------- | --------------------------------------------- | --------------------------------------------- |
| Jahr |                                               |                                               |                                               | Einwohner                                     |
| 1800 | 1800                                          |                                               | 274                                           | 274                                           |
| 1806 | 1806                                          |                                               | 311                                           | 311                                           |
| 1829 | 1829                                          |                                               | 382                                           | 382                                           |
| 1834 | 1834                                          |                                               | 415                                           | 415                                           |
| 1885 | 1885                                          |                                               | 294                                           | 294                                           |
| 1925 | 1925                                          |                                               | 313                                           | 313                                           |
| 1939 | 1939                                          |                                               | 318                                           | 318                                           |
| 1950 | 1950                                          |                                               | 476                                           | 476                                           |
| 1961 | 1961                                          |                                               | 489                                           | 489                                           |
| 1970 | 1970                                          |                                               | 474                                           | 474                                           |
| 1980 | 1980                                          |                                               | ?                                             | ?                                             |
| 1990 | 1990                                          |                                               | ?                                             | ?                                             |
| 2000 | 2000                                          |                                               | ?                                             | ?                                             |
| 2005 | 2005                                          |                                               | 516                                           | 516                                           |
| 2010 | 2010                                          |                                               | 492                                           | 492                                           |
| 2011 | 2011                                          |                                               | 471                                           | 471                                           |
| 2015 | 2015                                          |                                               | 459                                           | 459                                           |
| 2020 | 2020                                          |                                               | 454                                           | 454                                           |
| Datenquelle: Historisches Gemeindeverzeichnis für Hessen: Die Bevölkerung der Gemeinden 1834 bis 1967. Wiesbaden: Hessisches Statistisches Landesamt, 1968. Weitere Quellen: LAGIS; Gemeinde Rabenau; Zensus 2011 |                                               |                                               |                                               |                                               |

### Historische Religionszugehörigkeit
| • 1830: | 370 evangelische (= 96,8 %), 8 mennonitische (= 2,1 %), 4 jüdische (= 1,1 %) Einwohner |
| • 1961: | 418 evangelische (= 85,5 %), 70 katholische (= 14,3 %) Einwohner                       |

### Historische Erwerbstätigkeit
| • 1961: | Erwerbspersonen: 82 Land- und Forstwirtschaft, 77 Prod. Gewerbe, 49 Handel, Verkehr und Nachrichtenübermittlung, 28 Dienstleistungen und Sonstiges. |

## Politik
Für Odenhausen besteht ein Ortsbezirk (Gebiete der ehemaligen Gemeinde Odenhausen) mit Ortsbeirat und Ortsvorsteher nach der Hessischen Gemeindeordnung.
Der Ortsbeirat besteht aus fünf Mitgliedern. Bei den Kommunalwahlen in Hessen 2021 betrug die Wahlbeteiligung zum Ortsbeirat 63,76 %. Alle Kandidaten gehörten der „Bürgerliste Odenhausen“ an. Der Ortsbeirat wählte Matthias Schmidt zum Ortsvorsteher.

## Kultur und Sehenswürdigkeiten
Siehe auch Liste der Kulturdenkmäler in Rabenau

### Vereine
Größte Vereine sind die Freiwillige Feuerwehr und der Sportverein. Ferner gibt es in Odenhausen z. B. einen Vogel- und Naturschutzverein, Ortsgruppen von politischen Parteien, einen Winzerverein und eine Burschenschaft. Der 1864 gegründete Gesangverein wurde 2016 aufgelöst. Sportliche Erfolge feiert Odenhausen im Bereich Fußball. Dort besteht eine Spielgemeinschaft mit den Nachbarorten Kesselbach und Allertshausen, die ab der Saison 2014/2015 in der Kreisoberliga spielt.

### Dorfkirche

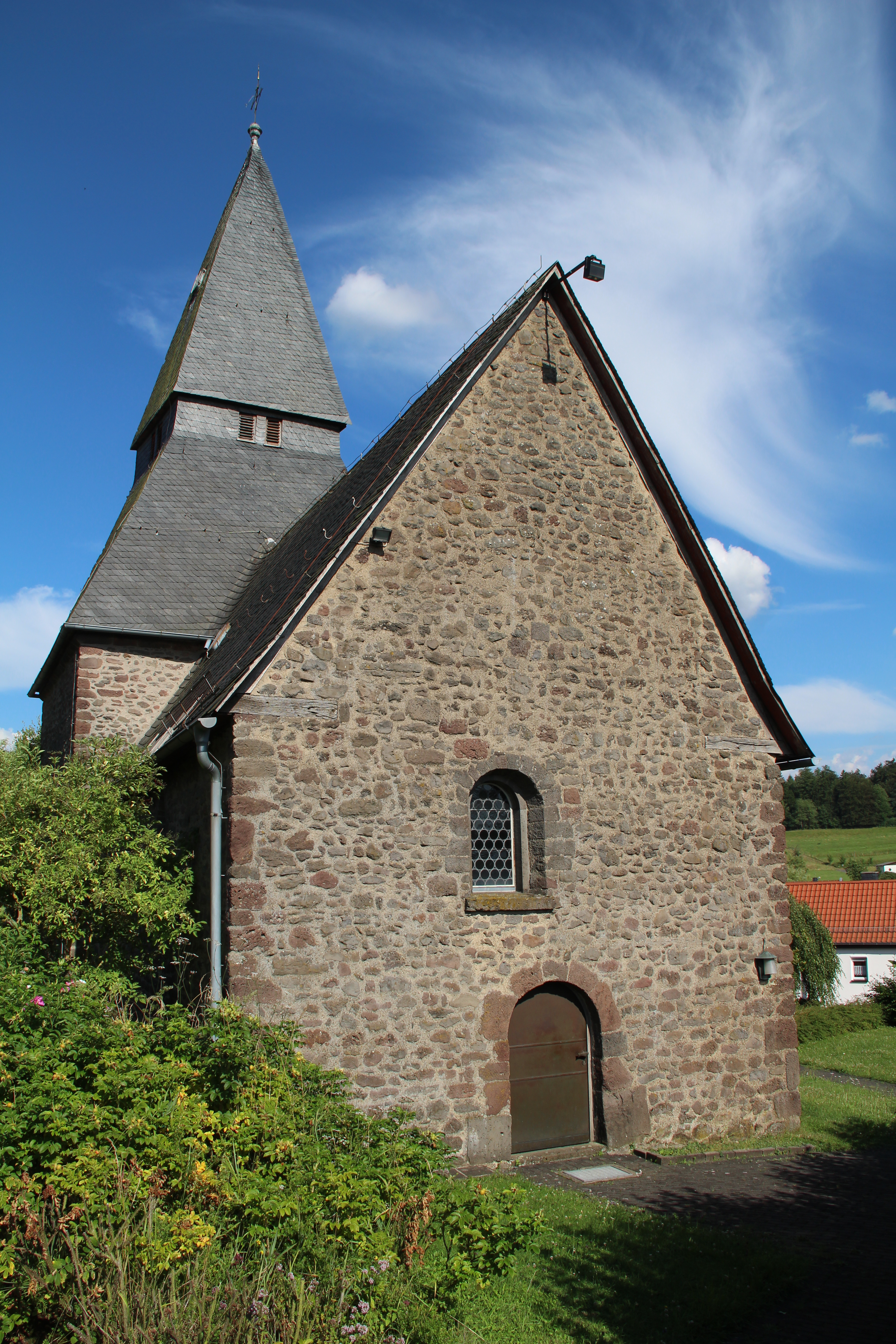
Westseite der Kirche

Ein bemerkenswertes Bauwerk ist die romanische Kirche mit frühgotischem Turm. Der Chorturm ist längsrechteckig. Das Schiff ist schmaler als der Turm und besteht aus Feld- und Bruchsteinmauerwerk. In der Nordwand sind einige Steinplatten schräg im Fischgrätenverband eingesetzt, was jedoch im 13. Jahrhundert nicht mehr üblich war. Daher muss das Schiff älter sein als der Turm. Die Kirche in Odenhausen  ist eine der ältesten im Kreis Gießen. Pfarrer der Pfarrei, zu der auch die Nachbarorte Rüddingshausen, Weitershain und Geilshausen gehören, ist der stellvertretende Dekan Jörg Gabriel.

### Hofgut Odenhausen
Das vierstöckige Gebäude war ein Adelshof der Herren Nordeck zur Rabenau. Es ist das vermutlich höchste freistehende bewohnte Fachwerkhaus Hessens.

### Hofgut Appenborn
Etwas außerhalb liegt das Hofgut Appenborn, ein ehemaliger alter Stammsitz einer Linie der Adelsfamilie Nordeck zur Rabenau. Ein kleiner bäurisch-senioraler Herrenhof mit Freitreppe und eichenen, alten Säulen. Hier war einmal in einem Sommer Rainer Maria Rilke zu Gast. Um das Herrenhaus herum der Wirtschaftshof, nahe bei der Mühle.

## Persönlichkeiten
- Karl von Nordeck zur Rabenau (1793–1862), Oberforstrat und Mitglied der Landstände des Großherzogtums Hessen